# Brulé

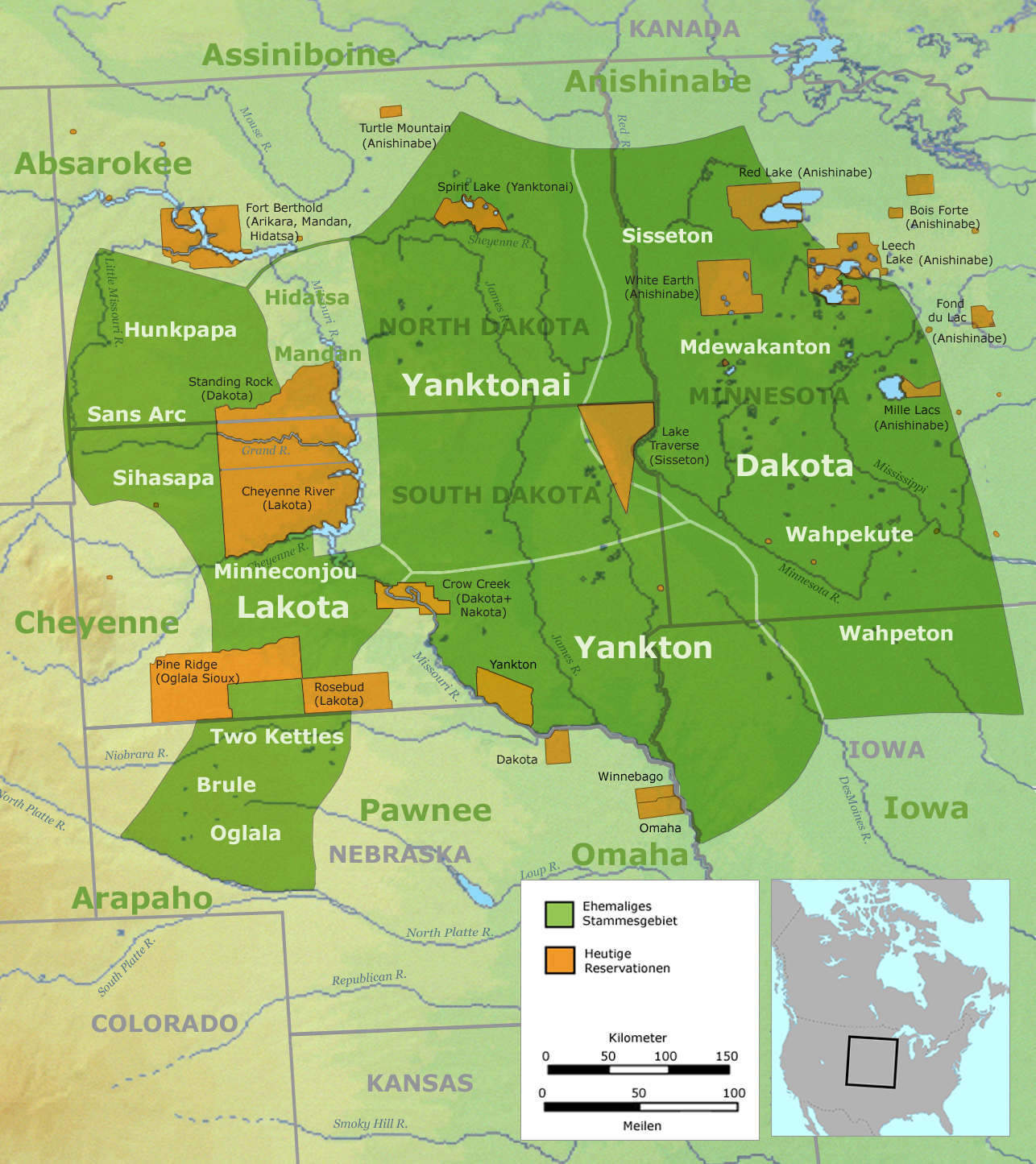
Ehemalige Stammesgebiete der Sioux-Gruppen (grün): der Lakota (inklusive der Brulé), der benachbarten Nakota (Yanktonai und Yankton) sowie Dakota-Stämme und heutige Reservationen (orange)

Die Brulé sind ein nordamerikanischer Indianerstamm und gehören zu den Lakota aus der Sioux-Sprachfamilie. Der Name Brulé („verbrannt“) ist eine französische Übersetzung der Stammesbezeichnung in ihrer Sprache Lakota Sičháŋǧu, deutsch ‚verbrannte (Ober)Schenkel‘, englisch burnt thigh, auch Sicangu, eine Bezeichnung, die von der Flucht vor einem Präriefeuer stammt, bei dem viele Stammesmitglieder Brandwunden davontrugen. Der vollständige Name lautet Lakota Sicangu Lakota Oyate, deutsch ‚Nation der verbrannten Oberschenkel‘, englisch Burnt Thighs Nation. Die Brulé bilden einen von sieben Lakota-Stämmen, während die anderen sechs Sihasapa, Hunkpapa, Minneconjou, Oglala, Sans Arc und Two Kettles heißen. Ihr früheres Stammesgebiet lag im westlichen Nebraska, wo sie wie fast alle Indianer auf den Großen Ebenen von der Büffeljagd lebten und in Tipis wohnten.

## Gruppen oder Thiyóšpaye der Brulé
Die Brulé werden oft zusammen mit den Oglala als Southern Lakota bezeichnet und unterteilten sich in drei regionale große Stammesgruppen:
- Upper Brulé (Heyata Wicasa Oyate) (lebten weiter südlich und westlich der Lower Brulé)
- Lower Brulé (Kul Wicasa Oyate)[1] (lebten im Flussgebiet des White River bis zu dessen Mündung in den Missouri River sowie im Missouri River Valley in South Dakota)
- Brulé of the Platte (lebten als südlichste Stammesgruppe entlang des Platte River)

Laut Mitteilung des Brulé Medicine Bull (Tatá´nka Wakan) unterteilten sich die drei Stammesgruppen wiederum in mehrere Gruppen (Thiyóšpaye, engl. bands), die wiederum aus mehreren tiwahe (engl. Camps oder family circle) bestanden:
- Iyakoza
- Chokatowela
- Shiyolanka
- Kanghi yuha
- Pispiza wichasha
- Waleghaunwohan
- Wacheunpa
- Shawala
- Ihanktonwan
- Nakhpakhpa
- Apewantanka

## Geschichte
Als die Sioux noch keine Pferde hatten, lebten sie alle gemeinsam weiter östlich am oberen Mississippi River im heutigen Minnesota. Sie ernährten sich hauptsächlich vom Ackerbau, pflanzten Mais, Bohnen und Squash an und ernteten Wildreis. Von dort wurden sie von den Anishinabe (Chippewa) nach Süden und Westen vertrieben, die schon frühzeitig Gewehre von französischen Händlern erworben hatten. Vermutlich waren die Sioux von der Atlantikküste gekommen, an der sie das Leben der Waldlandindianer geführt hatten. Auf ihrem Weg nach Westen zwischen 1750 und 1800 teilten sich die Sioux in drei große Gruppen: Die Dakota blieben in Minnesota und Iowa, während die Nakota ins östliche North und South Dakota zogen. Die Lakota wurden die westlichste Gruppe, zogen über den Missouri bis ins westliche North und South Dakota und Nebraska.
Die Brulé wurden erstmals 1804 von Lewis und Clark erwähnt, als sie am Missouri zwischen der Mündung des White und Teton River lebten. Francis Hayden beschreibt ihr Stammesgebiet um 1850, als sie am Oberlauf des White und Niobrara River jagten, wobei der Teton River die Nordgrenze bildete. Ihre Pferde stammten hauptsächlich aus Raubzügen gegen die Arikaree und Pawnee am Platte River. Um diese Zeit wurde sie von mehreren Epidemien heimgesucht, europäische Krankheiten wie Masern und Pocken, die durchziehende Immigranten auf dem Oregon Trail einschleppten. Die Brulé litten mehr als andere Stämme darunter, da ihr Stammesgebiet dem Trail am nächsten lag.

### Grattan-Massaker

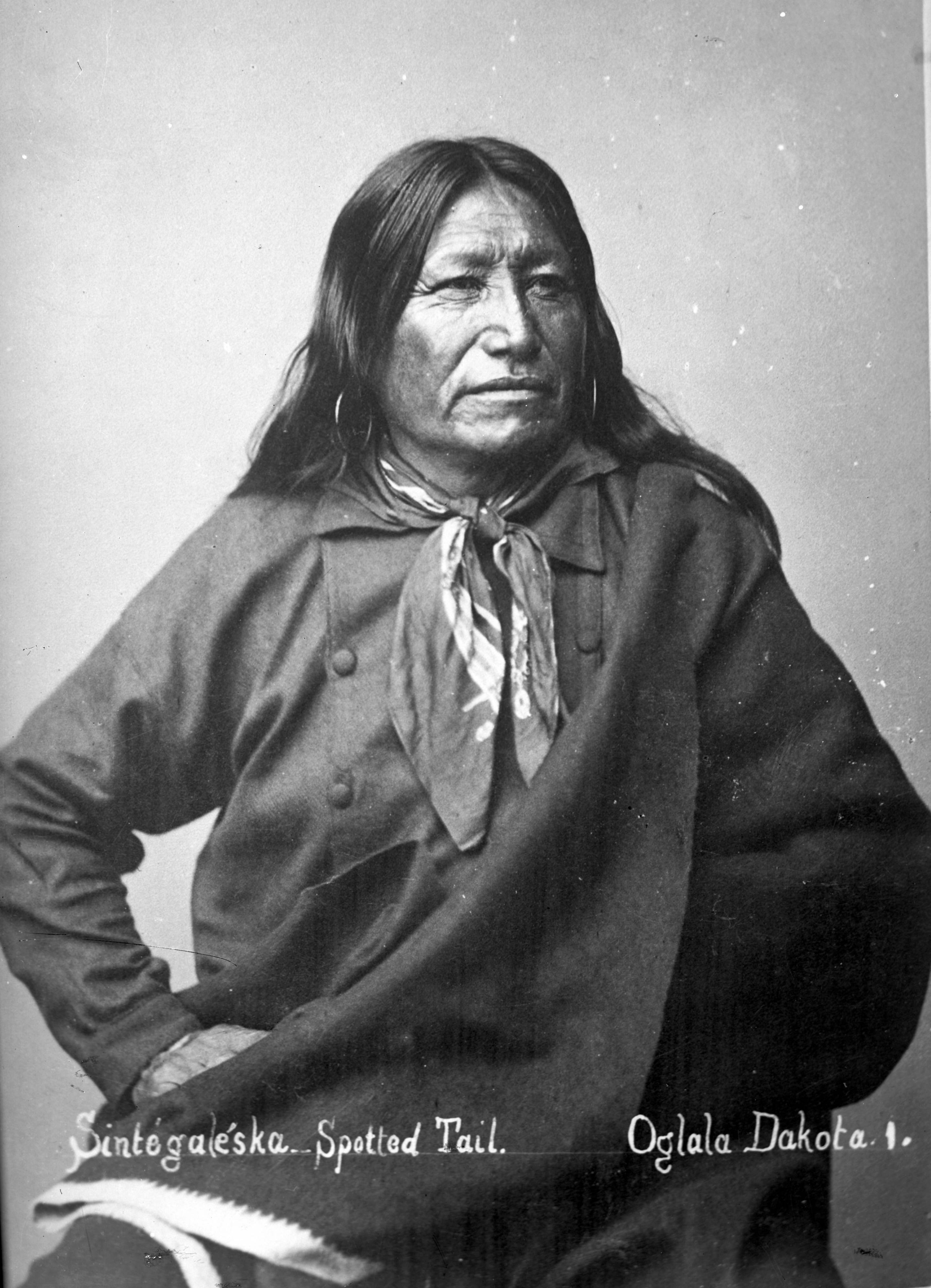
Häuptling Spotted Tail (Sinte Gleshka) der Brulé-Lakota

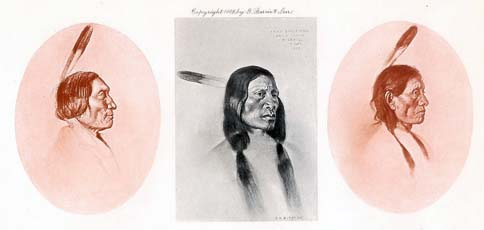
Häuptling Brave Bird und zwei andere Brulè-Krieger

Im Spätsommer 1854 lagerten etwa 4.000 Brulé und Oglala in der Nähe von Fort Laramie am Laramie River im östlichen Wyoming. Die Kuh eines Mormonen vom nahegelegenen Oregon Trail verirrte sich ins Indianerlager und wurde getötet, nachdem sie einigen Schaden angerichtet hatte. Am 19. August 1854 bekam der gerade aus Westpoint gekommene Lieutenant John Grattan die Order, den Schuldigen zu finden und ins Fort zu bringen. Er erschien mit 29 Soldaten und einem Dolmetscher im Lager der Brulé. Bei den Verhandlungen mit Häuptling Conquering Bear gab es Probleme, weil der Dolmetscher offenbar betrunken war und die Sioux beleidigte. Als sich Conquering Bear von seinem Platz erhob, wurde er von einem Soldaten in den Rücken geschossen und getötet. Daraufhin eröffneten beide Seiten das Feuer. Während Grattan und sämtliche Soldaten getötet wurden, war Conquering Bear der einzige Verlust, den die Lakota zu beklagen hatten. Dieses Ereignis bekam von der amerikanischen Presse die Bezeichnung Grattan Massaker und war Teil einer großangelegten antiindianischen Presse-Kampagne in den USA dieser Zeit.
Ein Jahr später übte die US-Kavallerie Vergeltung an den Brulé. Etwa 600 Soldaten unter General William S. Harney griffen am 3. September 1855 das Lager der Indianer am Blue Water Creek im westlichen Nebraska an. Die Brulé unter Häuptling Little Thunder zählten nur 250 Krieger, waren hoffnungslos unterlegen und verloren 85 Stammesmitglieder, darunter viele Frauen und Kinder. Bei den Sioux hieß General Harney danach der Schlächter. Crazy Horse, später ein berühmter Häuptling, war noch ein Kind und überlebte das Massaker, das den Namen Schlacht von Ash Hollow erhielt.

### Beecher Island
Der Druck der weißen Siedler wurde immer größer und es kam zu weiteren Konflikten. Im September 1868 rückte Major George Forsyth mit 50 Armee-Scouts aus, die mit modernen Spencer-Gewehren bewaffnet waren, um die Cheyenne für ihre Überfälle auf Siedler zu bestrafen. Sie lagerten an einer Biegung des Arikaree Rivers, eines Quellflusses des Republican Rivers im westlichen Nebraska. Dort wurden sie von Indianern entdeckt. Häuptling Roman Nose war der Führer einer indianischen Streitmacht von 200–300 Kriegern, die aus Arapaho, Nördlichen Cheyenne, Brulé und Oglala Sioux bestand. Aufgrund ihrer überlegenen Feuerkraft konnte sich Forsyths Truppe wehren und zog sich auf eine Sandbank im Fluss zurück. Die Indianer verloren am ersten Tag Roman Nose und viele Krieger. Forsyth sandte einige Scouts aus, die Hilfe aus dem etwa 100 km entfernten Fort Wallace holen sollten. Die Belagerung dauerte etwa acht Tage, in denen die Scouts von schmutzigem Wasser und Pferdefleisch leben mussten, bis am 25. September 1869 Kavallerietruppen aus Fort Wallace eintrafen. Die Amerikaner verloren 6 Tote und 15 Verwundete, während die Indianer etwa 100 Tote zu beklagen hatten. Der Schauplatz der Belagerung von Beecher Island ist heute eine National Historic Site.
An weiteren Gefechten, wie dem Fetterman-Gefecht am 21. Dezember 1866 und der Schlacht am Little Bighorn River am 25. und 26. Juni 1876, waren ebenfalls Krieger der Brulé beteiligt.

## Demografie
Im Jahr 1890 lebten in der Rosebud-Reservation 3.245 und in der Crow-Creek-Reservation 1.026 Brulé. Bei der Volkszählung 2000 wurden 14.037 Rosebud-Lakota und 2.550 Crow-Creek-Sioux gezählt, in denen aber auch Angehörige anderer Lakotastämme enthalten sind.

## Heutige Stämme der Brulé
Heute gehören die Brulé, zusammen mit Angehörigen anderer Sioux-Stämme, folgenden drei auf Bundesebene anerkannten Stämmen (federally recognized tribes) an:
Vereinigte Staaten – South Dakota
- Rosebud Sioux Tribe of the Sicangu Oyate[3] (auch Sičháŋǧu Oyate, Sicangu Lakota oder Upper Brulé Sioux Nation, die Rosebud Indian Reservation mit dem Verwaltungssitz Rosebud, umfasst ca. 3.571 km² im äußersten Süden von South Dakota und grenzt hier an die South Dakota-Nebraska-Grenze, im Osten durchfließt der Keya Paha River und im Westen der Little White River das Reservat, Stammesgruppe: Lakota, Stämme: Upper Brulé (Heyata Wicasa Oyate – ‘Highland People’), Brulé of the Platte, einige Oglala sowie einige mit Dakota-Ponca-Abstammung, die sich heute als Ponca[4] identifizieren, Stammesmitglieder gesamt (Weiße und Indianer): 20.481 (davon 18.443 Sioux), hiervon leben 10.869, darunter 9.809 Sioux, im Reservat)
- Lower Brule Sioux Tribe[5] (die Lower Brule Reservation mit Verwaltungssitz in Lower Brule, SD, umfasst ca. 537 km² sowie fast 130 km Ufer des Lake Sarpe, das Reservat grenzt im Osten an die Crow Creek Indian Reservation, beide Reservate werden durch den Missouri River getrennt, Stammesgruppe: Lakota, Stamm: Lower Brulé (Kul Wicasa Oyate), ca. 1.308 Stammesmitglieder leben im Reservat)
- Oglala Sioux Tribe[6] (auch Oglala Lakota Nation, die Pine Ridge Reservation (Wazí Aháŋhaŋ Oyáŋke oder Oglala Oyanke) mit Verwaltungssitz Pine Ridge und ca. 11.000 km² Fläche, liegt im Südwesten von South Dakota an der Grenze zu Nebraska, der White River durchfließt diese im Westen und bildet die Grenze im Norden, im äußersten Nordwesten grenzt sie an den Cheyenne River, das Reservat gilt als der ärmste Landstrich innerhalb der USA, die Arbeitslosenquote in dem Reservat liegt bei 85,00 %, im Reservat befindet sich die Gedenkstätte sowie der Ort des Massakers von Wounded Knee als auch Teile des Badlands-Nationalparks, Stammesgruppe: Lakota, Stämme: Oglala, einige Upper Brulé (Heyata Wicasa Oyate – ‘Highland People’), ca. 35.000 bis 40.000 Stammesmitglieder (Weiße und Indianer, davon ca. 50,00 % Sioux), leben im Reservat, ein Drittel der Reservatsbewohner geben Lakȟótiyapi als ihre Muttersprache an)